# Vanni Pucci
Giovanni Pucci, detto Vanni (Palermo, 18 agosto 1877 – Palermo, 9 settembre 1964), è stato uno scrittore, poeta, illustratore e commediografo italiano.

## Biografia
La sua personalità poliedrica lo portò ad esprimersi in ambiti artistici tra i più diversi, dalla narrativa, al teatro, alla pittura, alla poesia satirica ed elegiaca. Notevole la sua attenzione per l'infanzia e per il ruolo educativo verso i più piccoli, ai quali dedicò molta parte della sua produzione letteraria.

Nel 1903 scrisse il suo primo libro di poesie e poemetti in vernacolo, Amuri dissi, recensito e apprezzato da Giuseppe Pipitone Federico e Giovanni Verga.

Nel 1905 scrisse un primo libro di lettura per gli alunni delle scuole elementari, Limpida fonte, cui seguirono, negli anni successivi, altre collane per la scuola e numerosi racconti e novelle per ragazzi. Uno di questi racconti, La gemma che non ha prezzo, fu inserito da Giovanni Papini nella sua antologia per la scuola media Il bel viaggio.
Durante gli anni giovanili Vanni Pucci inizia a scrivere sonetti in lingua siciliana in cui raffigura, attraverso personaggi animali, vizi e virtù dell'animo umano. I sonetti, da lui stesso illustrati, saranno raccolti dal figlio Egidio nella pubblicazione Favole del 1948.
Intorno al 1925 inizia a collaborare alla rivista culturale siciliana Po' tu cunto, fondata da un gruppo di intellettuali siciliani, ed entra in contatto con Luigi Natoli, Alessio Di Giovanni, Vincenzo De Simone, Turiddu Bella, Vito Mercadante e altri illustri contemporanei. In seguito Luigi Natoli lo inserisce in una antologia intitolata Musa, Editore R. Caddeo, che raccoglie poeti del primo novecento. 

Intorno agli anni venti, Vanni Pucci inizia la sua produzione di commedie per il teatro. Molte di queste furono rappresentate in numerosi teatri italiani dalle più note Compagnie dell'epoca, tra cui Marcellini, Scarpetta, Musco, riscuotendo grande successo di pubblico e critica. Alcune opere, come Il castagno, I Navarra e Zio Don Cosimo, furono rappresentate anche all'estero (Tunisia, Libia, Egitto, America latina) e ancora oggi vengono riproposte da diverse Compagnie teatrali.

### Pubblicazioni
- Amuri dissi:... versi siciliani (1903), raccolta di poesie e poemetti in vernacolo. Remo Sandron Editore
- Fiabe (1905), libro per ragazzi. Ed. Andò
- Limpida fonte (1905), "sillabario e prime letturine" in 8 vol. con illustrazioni dell'autore. Ed. Andò
- Il Romanzo di un Tacchino (1906), libro per l'infanzia con illustrazioni dell'autore. G.B. Paravia Editore
- Il taglialegna (1919), romanzo per ragazzi. Ed. Bemporad
- Alba d'anima  (1922), racconto lungo. Ed. Prometeo
- Zio Don Cosimo (1923), romanzo. Ed. Andò
- Novelle (1923), libro per ragazzi. Ed. Paravia
- Ah, quella vacanza! (1934), libro per ragazzi. Ed. Salani
- Educare (1946), corso di letture per la scuola elementare in 5 vol. Ed. METE
- Favole (1949), sonetti dialettali. Ed. EBE
- L'amore non è uno scherzo (1951), novelle.  Ed. Castaldi
- I Navarra (1952), dramma dell'onore e della follia in una Sicilia di fine ottocento. Ed. Sala D'Ercole

### Opere Teatrali
Le date in parentesi si riferiscono al debutto dell'opera. 
Molte di esse sono state rappresentate nei maggiori teatri italiani e in alcuni casi (Zio don Cosimo, I Navarra) anche all'estero.
- Zio Don Cosimo, riduzione teatrale in tre atti. Compagnia Marcellini (1924)
- La congrega di San Pallario, commedia in tre atti.  Compagnia Marcellini (1925)
- I Navarra, riduzione teatrale in tre atti. Compagnia Marcellini (1927)
- Tengo il corno e melo tocco, commedia in tre atti. Compagnia Scarpetta con Edoardo De Filippo (1929)
- I Pescatori , dramma in tre atti, Compagnia Marcellini (1933)
- Il voto, un atto.  EIAR  (1933)
- Patria, un atto. EIAR (1934)
- Foot-ball, commedia in tre atti. Compagnia Angelo Musco (1935)
- Spiritismo, commedia in due atti. Filodrammatica OND. (1936)
- La pelle degli altri,  commedia in un atto. EIAR (1936)
- L'aria del paesello, commedia in tre atti. Compagnia Durante 1937)
- Guerra in tempo di barba, commedia in tre atti. Compagnia Marcellini (1939)
- Il Castagno, commedia in tre atti. Compagnia Abruzzo-Anselmi (1941)
- La politica di Don Fefè, commedia in tre atti. Compagnia Zappalà (1968)